# Hãng thông tấn
Hãng thông tấn, hãng tin hay thông tấn xã, là một tổ chức báo chí trong ngành truyền thông, có thể đại diện cho một chính phủ, một đất nước (ví dụ như Thông tấn xã Việt Nam) hay mang tính trung lập nhưng với mục tiêu kinh doanh mang lại lợi ích của cổ đông.

## Mục tiêu
Mục tiêu của hãng quyết định hình thức hãng ấy đưa tin với ý nghĩa phổ cập thông tin, giáo dục hay kinh doanh. Nếu thuộc vào nhóm thứ nhất đưa thông tin phổ cập kiến thức, hãng thông tấn thường tăng doanh thu bằng việc kinh doanh thêm các ấn phẩm bán lẻ dựa vào tài nguyên nội dung và nhân lực sẵn có.
Một hãng thông tấn kinh doanh thông tin thường bán buôn thông tin cho các khách hàng.

## Sản phẩm
Sản phẩm của hãng thông tấn rất phong phú, từ tin tức (nội dung) đến các giải pháp kỹ thuật để truyền nội dung ấy đến khách hàng.
Phần tin tức thường bao gồm tin nóng (bài viết, tin ảnh, đồ họa, video thời sự) hoặc các phóng sự chuyên đề với hình thức tương tự tin nóng song có khác biệt về thời gian sự kiện xảy ra trong tin đến thời điểm chúng được đưa lại.
Phần hình thức truyền đa dạng từ phần mềm đến các thiết bị chuyên dùng có gắn sẵn phần mềm như sàn giao dịch ngoại hối.

## Khách hàng
Khách hàng của một hãng thông tấn cũng đa dạng từ nhà nghiên cứu chính sách đến nhà đầu tư chứng khoán, có thể là cá nhân hay tổ chức, là cơ quan của chính quyền hoặc trong khối doanh nghiệp thuộc các thành phần kinh tế thị trường.
Tất nhiên phải nhắc đến một số lượng lớn khách hàng của các hãng thông tấn là các tờ báo in hoặc báo điện tử, tạp chí, đài phát thanh, truyền hình. Nếu các hãng thông tấn thường bán tin theo hình thức bán buôn thì chính những khách hàng kể trên của họ là những nhà bán lẻ. Do đó một hãng thông tấn không nhất thiết phải có báo in để bán sản phẩm của mình.
Hợp đồng mua bán tin tức bao gồm mua tin lẻ hoặc thường là mua trọn gói, theo từng thể loại nhất định như thời sự, thể thao hay kinh doanh tiền tệ.